# Road Trip
Road Trip es una película estadounidense de 2000, escrita y dirigida por Todd Phillips. Protagonizada por Breckin Meyer, Seann William Scott, Amy Smart y Paulo Costanzo en los papeles principales.

## Argumento
Josh Parker y su novia Tiffany Henderson han sido novios desde pequeños, pero llegado un día Tifanny se marcha de la ciudad de Josh decididos a seguir con la relación a larga distancia, llegado un día Josh empieza a no poder contactar con su novia día sí y día también, confundido un día en una fiesta organizada por su amigo E.L. conoce a Beth Wagner, hacen el amor y deciden grabarlo.
Al día siguiente recibe una llamada de su novia diciéndole que no ha podido responderle porque su abuelo había fallecido, este piensa que su novia recibirá un vídeo de él diciéndole todo lo que él le quiere pero uno de sus amigos se equivoca y le envía el vídeo de él con Beth en la cama.
Decidido a recuperar la cinta, emprende un viaje junto con sus amigos E. L., Rubin Carver y otro compañero de la universidad, Kyle Edwards.

## Reparto
- Breckin Meyer como Josh Parker.
- Seann William Scott como E.L.
- Amy Smart como Beth Wagner.
- Paulo Costanzo como Rubin Carver.
- DJ Qualls como Kyle Edwards.
- Tom Green como Barry Manilow.
- Rachel Blanchard como Tiffany Henderson.
- Anthony Rapp como Jacob.
- Fred Ward como Earl Edwards.
- Andy Dick como Recepcionista de motel.
- Ethan Suplee como Ed.
- Horatio Sanz como Guy.
- Rhoda Griffis como Mamá del grupo de viajeros.
- Edmund Lyndeck como Jack Manilow, abuelo de Barry.
- Ellen Albertini Dow como Señora Manilow, abuela de Barry.
- Jessica Cauffiel como Tiffany equivocada.

## Secuelas
- Road Trip: Beer Pong

- Datos: Q841515